# Gmina Middelfart (1970–2006)
Gmina Middelfart (duń. Middelfart Kommune)  była w latach 1970-2006 (włącznie) jedną z gmin w Danii w okręgu Fionii (Fyns Amt). 
Siedzibą władz gminy było miasto Middelfart. 
Gmina Middelfart została utworzona 1 kwietnia 1970 na mocy reformy podziału administracyjnego Danii. Po kolejnej reformie w 2007 r. weszła w skład nowej gminy Middelfart.

## Dane liczbowe
- Liczba ludności: (♀ 10 046 + ♂ 10 440) = 20 486
  - wiek 0-6: 8,6%
  - wiek 7-16: 13,3%
  - wiek 17-66: 64,0%
  - wiek 67+: 14,1%
- zagęszczenie ludności: 284,5 osób/km² (2004)
- bezrobocie: 5,0% osób w wieku 17-66 lat
- cudzoziemcy z UE, Skandynawii i USA: 80 na 10 000 osób
- cudzoziemcy z krajów Trzeciego Świata: 200 na 10 000 osób
- liczba szkół podstawowych: 7 (liczba klas: 118)